# Heinrich Philipp Osterrath
Heinrich Philipp Otto Osterrath (* 13. Dezember 1805 in Arnsberg; † 28. Januar 1880 ebenda) war ein preußischer Beamter und Parlamentarier.

## Herkunft und Beruflicher Aufstieg
Er war Sohn des Hofkammeraccesiten Johann Osterrath und besuchte in Arnsberg die Volksschule und das Gymnasium Laurentianum. Zwischen 1823 und 1827 studierte er Rechts- und Kameralwissenschaften in Bonn und Berlin. Anschließend wurde er zunächst Auskultator am Land- und Stadtgericht in Brandenburg, ehe er an das Hofgericht in Arnsberg wechselte. Dort war er als Aktuar und Hilfsrichter tätig. Als solcher wurde er in verschiedenen Untergerichten eingesetzt. Im Jahr 1831 wechselte er vom Justiz- in den Verwaltungsdienst und wurde Referendar bei der Arnsberger Regierung. Als Assessor wechselte Osterrath 1834 nach Frankfurt (Oder). Dort war er im Regierungsauftrag mit dem Verkauf von Grundstücken der königlichen Domänen in Cottbus beauftragt. Seit 1835 gehörte er als Domänen-Departementsrat dem Regierungskollegium in Frankfurt an. Im Jahr 1838 ging Osterrath als Regierungsrat nach Merseburg und 1839 nach Magdeburg. Im Jahr 1847 wurde er zum Oberregierungsrat und Leiter der Finanzabteilung bei der Regierung in Danzig ernannt.

## Parlamentarier 1848/49
Dort war Osterrath während der Revolution von 1848/49 Vorsitzender des örtlichen Pius-Vereins. Vom Wahlbezirk Konitz wurde er in die Frankfurter Nationalversammlung gewählt. Dort gehörte er der Casinofraktion und dem Pariser Hof an. Innerhalb der Fraktionen gehörte er einer katholisch orientierten Gruppierung an. Im volkswirtschaftlichen Ausschuss spielte er eine nicht unwichtige Rolle. Im Plenum sprach er nur einmal während der Grundrechtsdebatte. Er setzte sich dabei vehement für die rechtliche Gleichstellung und Religionsfreiheit der Juden ein. Nach der Abberufung der preußischen Abgeordneten legte auch Osterrath sein Mandat nieder.
Osterrath wurde danach Mitglied für den Wahlbezirk Schwetz-Konitz in der zweiten Kammer des preußischen Landtages. Er beteiligte sich aktiv an den Verfassungsdebatten. Schwerpunkte waren die Fragen nach der Teilbarkeit des Grundeigentums und Schul- und Kirchenfragen. Er stand dabei in Opposition zum Ministerpräsidenten Otto von Manteuffel. Insbesondere sein Bemühen um eine verfassungsmäßige Garantie der nichtdeutschsprachigen Bevölkerungsgruppen zu erreichen, scheiterten.

## Landtagsabgeordneter
In der Wahlperiode ab 1850 vertrat Osterrath als Abgeordneter der katholischen Partei den westfälischen Bezirk Paderborn-Büren. In dieser Zeit machte er sich als Sachkenner in finanz- und wirtschaftspolitischen Fragen einen Namen. Daneben setzte er sich für die Wahrung der kirchlichen Rechte ein. Im Jahr 1852 gehörte Osterrath zu den Mitbegründern der katholischen Fraktion im preußischen Parlament. Er verfasste die Satzung der Fraktion und wurde neben August Reichensperger einer ihrer Wortführer. Teilweise wurde sie auch Fraktion Osterrath genannt.
Wegen seiner berufsbedingten Versetzung an die Regierung in Oppeln legte Osterrath sein Mandat 1853 nieder, kehrte aber 1855 für den Wahlkreis Oppeln in das Preußische Abgeordnetenhaus zurück. Dort gehörte er den Fraktionen der Rechten und dem Centrum an. In den folgenden Jahren war er einer der führenden Parlamentarier in Preußen, der sich an den wichtigsten gesetzgeberischen Maßnahmen beteiligte. Insbesondere war er ein bedeutender Experte für den Staatshaushalt und trat als solcher mehrfach als Referent im Parlament auf. Als Osterrath 1861 als stellvertretender Regierungspräsident nach Minden versetzt wurde, legte er sein Mandat nieder, nicht zuletzt weil er seine berufliche Stellung mit der eines Parlamentariers für nicht vereinbar hielt. Auf vielfaches Drängen nahm er 1863 für den Bezirk Heinsberg-Erkelenz noch einmal ein Mandat an. Nachdem er 1866 nach Arnsberg versetzt wurde, lehnte er eine Wiederwahl ab. Nachdem Osterrath 1875 in den Ruhestand getreten war, nahm er nun für die Zentrumspartei noch einmal von 1876 bis 1879 ein Mandat im Preußischen Abgeordnetenhaus an.
Osterrath wurde auf dem Eichholzfriedhof in Arnsberg bestattet.